# Baños de Molgas
Pour les articles homonymes, voir Baños (homonymie).
Baños de Molgas est une commune de la province d'Ourense en Espagne située dans la communauté autonome de Galice.